# Алмезе-Ривера (Торино)
Алмезе-Ривера је насеље у Италији у округу Торино, региону Пијемонт.
Према процени из 2011. у насељу је живело 5009 становника. Насеље се налази на надморској висини од 421 м.